# Фімасартан
Фімасартан (англ. Fimasartan) — пептидний антагоніст рецепторів ангіотензину-ІІ, який застосовується для лікування гіпертонічної хвороби та серцевої недостатності. При пероральному застосуванні фімасартан блокує рецептори ангіотензину-ІІ типу 1, зменшуючи прогіпертензивну дію ангіотензину II, зокрема системне звуження судин і затримку води нирками. Одночасне застосування фімасартану з діуретиком гідрохлоротіазидом у клінічних дослідженнях показало безпечність. Фімасартан був схвалений для використання в Південній Кореї 9 вересня 2010 року, та доступний під торговою маркою «Канарб», яку випускає компанія «Boryung Pharmaceuticals», яка шукає можливості для маркетингу препарату в світі.

## Механізм дії
Фімасартан діє на ренін-ангіотензиновий каскад у нирках, який починається, коли вивільнення реніну з нирок спричинює розпад ангіотензиногену до ангіотензину I. Потім ангіотензинперетворювальний фермент (АПФ) каталізує реакцію, у результаті якої утворюється ангіотензин II, який діє на рецептори ангіотензину-1 у кровоносних судинах, серці та нирках. У кровоносних судинах рецептор ангіотензину-1 включається у внутрішньоклітинний обмін речовин, та спричинює скорочення гладких м'язів кровоносних судин. Блокуючи рецептор ангіотензину-1, фімасартан пригнічує вазоконстрикцію, сприяючи вазодилятації. У нирках і надниркових залозах блокування ангіотензину-1 і запобігання утворенню альдостерону збільшують виділення води і солі нирками, що зменшує загальний об'єм крові. У серці блокада ангіотензину-1 зменшує скоротливу здатність і стимулюючі ефекти симпатичної нервової системи. Загалом фімасартан призводить до зниження артеріального тиску та зменшення симптомів гіпертонії. Антагоністи рецепторів ангіотензину-ІІ, подібні до фімасартана, також продемонстрували свою ефективність проти інсульту, інфаркту міокарда та серцевої недостатності. Було показано, що фімасартан шляхом блокування активації ангіотензину-1 зменшує гіпертрофію серця, фіброз, ремоделювання та зайву проліферацію клітин, ймовірно внаслідок зниження виробництва ендотеліну-1, що є результатом активації ангіотензину-1. Фімастартан також може блокувати вироблення TGF-β1 (також залежного від ангіотензину-1), який сприяє фіброзу та пошкодженню шлуночків після інфаркту. Після введення антагоністів рецепторів ангіотензину-ІІ у мишей спостерігалося покращення прогнозу після інфаркту міокарда, хоча ще потрібно провести подальші дослідження, щоб оцінити специфічний вплив фімасартану на зменшення ураження серцево-судинної системи.

## Побічні ефекти
У клінічних дослідженнях фімасартан добре переносився всіма пацієнтами. Однак більша доза (360 мг/добу) супроводжувалася посиленням запаморочення (найімовірніше за все через миттєве зниження артеріального тиску) та головного болю у невеликої кількості пацієнтів. У невеликої кількості хворих також спостерігалися інші побічні ефекти, зокрема діарея, непритомність та похолодання ніг, і всі вони зникали без медичного втручання.

## Фармакологія
Фімасартан швидко всмоктується після прийому, та незначно накопичується в організмі протягом 7 днів після прийому. Препарат має період напіврозпаду від 9 до 16 годин, що забезпечує можливість прийому фімасартану один раз на добу. Встановлено, що фімасартан більш ефективний при прийомі натщесерце, або при зміни режиму дозування. У дослідженнях максимальна дія препарату спостерігалися за короткий час після досягнення максимальної концентрації препарату в плазмі, яка спостерігається через 30 хвилин — 3 години після прийому препарату. Фімасартан виявляється переважно в неметаболізованій формі в плазмі та в виділеннях з жовчю. Виведення препарату із сечею незначне, менш ніж 3 % через 24 години після прийому, оскільки фімасартан не виводиться нирками.